# Usi (Navarra)
Usi es un pueblo tutelado del municipio español de Juslapeña, en la Comunidad Foral de Navarra.

## Historia
A mediados del siglo XIX, cuando contaba con 35 habitantes, era ya lugar del valle de Juslapeña, municipio al que pertenece en la actualidad. Aparece descrito en el Diccionario geográfico histórico de Navarra (1842) de Teodoro Ochoa de Alda con las siguientes palabras:

USI l. del vll. Juslapeña, m. de P. y á leg. media; conf. con Gascue, Belzunce, Eguarás y el señ. de Amaláin: su situacion es en la parte austral del vll: trigo y otros menuceles que produce el terrno, sufragan mas que para el consumo del pueblo: sobre escuela vease Marcalain: una iglesia de San Andres y cura con 35 a.
(Ochoa de Alda, 1842, p. 274)

A fecha de 2021, tenía 38 habitantes censados.